# Xuwen
Xuwen, även romaniserat Süwen, är ett härad i staden Zhanjiang på prefekturnivå i provinsen Guangdong i sydöstra Kina.
Xuwen är indelat i ett stadsdelsdistrikt, tolv köpingar och två socknar.
Stadsdelsdistrikt (jiedao):

- Xucheng (徐城街道)

Köpingar (zhen):

- Hai'an (海安镇)
- He'an (和安镇)
- Jinhe (锦和镇)
- Longtang (龙塘镇)
- Maichen (迈陈镇)
- Nanshan (南山镇)
- Qianshan (前山镇)
- Qujie (曲界镇)
- Xiaqiao (下桥镇)
- Xiayang (下洋镇)
- Xilian (西连镇)
- Xinliao (新寮镇)

Socknar (xiang):
- Chengbei (城北乡)
- Jiaowei (角尾乡)